# لاري دويل
لاري دويل (بالإنجليزية: Larry Doyle)‏ (مواليد 13 نوفمبر 1958) روائي، كاتب سيناريو، ومنتج أمريكي .

## روابط خارجية
- لاري دويل على موقع IMDb (الإنجليزية)
- لاري دويل على موقع ألو سيني (الفرنسية)
- لاري دويل على موقع أول موفي (الإنجليزية)
- لاري دويل على موقع قاعدة بيانات الفيلم (الإنجليزية)